# Marek Szymanowski
Marek Szymanowski (ur.: 5 lutego 1955) – polski brydżysta, Arcymistrz Światowy (PZBS), World Life Master (WBF), European Grand Master, European Champion w kategorii Open (EBL), odznaczony brązową odznaką PZBS (2006).

## Wyniki brydżowe

### Rozgrywki krajowe
W rozgrywkach krajowych zdobywał następujące lokaty:
| Drużynowe mistrzostwa Polski | Drużynowe mistrzostwa Polski | Drużynowe mistrzostwa Polski |
| Sezon                        | Drużyna                      | Pozycja                      |
| ---------------------------- | ---------------------------- | ---------------------------- |
| 2002                         | Relpol-Praterm Warszawa      | 1                            |
| 1999                         | Evita AZS Wrocław            | 3                            |
| 1996                         | Fundacja Warszawa            | 3                            |
| 1990/91                      | Czarni Słupsk                | 1                            |
| 1988/89                      | Czarni Słupsk                | 1                            |
| 1987/88                      | Czarni Słupsk                | 1                            |
| 1986/87                      | Czarni Słupsk                | 2                            |

| Mistrzostwa Polski par | Mistrzostwa Polski par | Mistrzostwa Polski par | Mistrzostwa Polski par |
| Rok                    | Kategoria              | Partner                | Pozycja                |
| ---------------------- | ---------------------- | ---------------------- | ---------------------- |
| 1996                   | IMP                    | Jerzy Brede            | 1                      |
| 1985                   | Open                   | Krystian Rudo          | 2                      |
| 1980                   | Juniorzy               | Romuald Wojtyra        | 1                      |
| 1977                   | Juniorzy               | Romuald Wojtyra        | 1                      |

| Mistrzostwa Polski teamów | Mistrzostwa Polski teamów | Mistrzostwa Polski teamów | Mistrzostwa Polski teamów |
| Rok                       | Typ                       | Kategoria                 | Pozycja                   |
| ------------------------- | ------------------------- | ------------------------- | ------------------------- |
| 1985                      | IMP                       | Open                      | 1                         |
| 1984                      | IMP                       | Open                      | 1                         |

### Olimiady
W olimpiadach uzyskał następujące rezultaty:
| Olimpiady brydżowe. Zawody teamów | Olimpiady brydżowe. Zawody teamów | Olimpiady brydżowe. Zawody teamów    | Olimpiady brydżowe. Zawody teamów | Olimpiady brydżowe. Zawody teamów | Olimpiady brydżowe. Zawody teamów |
| Rok                               | Miejsce                           | Zawody                               | Kategoria                         | Drużyna                           | Pozycja                           |
| --------------------------------- | --------------------------------- | ------------------------------------ | --------------------------------- | --------------------------------- | --------------------------------- |
| 1998                              | Lozanna                           | 1. Mistrzostwa o Wielką Nagrodę MKOL | Open                              | Poland                            | 5                                 |
| 1996                              | Rodos                             | 10. Olimpiada Teamów                 | Open                              | Poland                            | 5                                 |
| 1988                              | Wenecja                           | 8. Olimpiada Teamów                  | Open                              | Poland                            | 9                                 |

### Zawody światowe
W światowych zawodach zdobył następujące lokaty:
| Mistrzostwa Świata. Konkurencja teamów | Mistrzostwa Świata. Konkurencja teamów | Mistrzostwa Świata. Konkurencja teamów | Mistrzostwa Świata. Konkurencja teamów | Mistrzostwa Świata. Konkurencja teamów | Mistrzostwa Świata. Konkurencja teamów |
| Rok                                    | Miejsce                                | Zawody                                 | Kategoria                              | Drużyna                                | Pozycja                                |
| -------------------------------------- | -------------------------------------- | -------------------------------------- | -------------------------------------- | -------------------------------------- | -------------------------------------- |
| 2006                                   | Werona                                 | 12. Mistrzostwa Świata                 | Open                                   | Otvosi                                 | 65                                     |
| 2005                                   | Estoril                                | 37. Mistrzostwa Świata Teamów          | Trans                                  | Otvosi                                 | 14                                     |
| 2003                                   | Monte Carlo                            | 36. Mistrzostwa Świata Teamów          | Tran                                   | Chammaa                                | 32                                     |
| 2002                                   | Montreal                               | 11. Mistrzostwa Świata                 | Open                                   | Kowalski                               | 5                                      |
| 2001                                   | Paryż                                  | 35. Mistrzostwa Świata Teamów          | Trans                                  | Kowalski                               | 4                                      |
| 2000                                   | Southampton                            | 34. Mistrzostwa Świata Teamów          | Trans                                  | Zakrzewski                             | 17                                     |
| 1998                                   | Lille                                  | 10. Mistrzostwa Świata                 | Open                                   | Zakrzewski                             | 9                                      |
| 1997                                   | Hammamet                               | 33. Mistrzostwa Świata Teamów          | Trans                                  | Balicki                                | 32                                     |
| 1997                                   | Hammamet                               | 33. Mistrzostwa Świata Teamów          | Open                                   | Poland                                 | 6                                      |
| 1994                                   | Albuquerque                            | 9. Mistrzostwa Świata                  | Open                                   | Leśniewski                             | 17                                     |
| 1991                                   | Jokohama                               | 30. Mistrzostwa Świata Teamów          | Open                                   | Poland                                 | 2                                      |
| 1990                                   | Genewa                                 | 8. Mistrzostwa Świata                  | Open                                   | Martens                                | 17                                     |
| 1989                                   | Perth                                  | 29. Mistrzostwa Świata Teamów          | Open                                   | Poland                                 | 3                                      |

| Mistrzostwa Świata. Konkurencja par | Mistrzostwa Świata. Konkurencja par | Mistrzostwa Świata. Konkurencja par | Mistrzostwa Świata. Konkurencja par | Mistrzostwa Świata. Konkurencja par | Mistrzostwa Świata. Konkurencja par |
| Rok                                 | Miejsce                             | Zawody                              | Kategoria                           | Partner                             | Pozycja                             |
| ----------------------------------- | ----------------------------------- | ----------------------------------- | ----------------------------------- | ----------------------------------- | ----------------------------------- |
| 2002                                | Montreal                            | 11. Mistrzostwa Świata              | Open                                | Jacek Romański                      | 108                                 |
| 1998                                | Lille                               | 10. Mistrzostwa Świata              | Open                                | Krzysztof Martens                   | 6                                   |
| 1994                                | Albuquerque                         | 9. Mistrzostwa Świata               | Open                                | Marcin Leśniewski                   | 1                                   |
| 1985                                | Monte Carlo                         | 3. Mistrzostwa Europy Par           | Open                                | Krystian Rudo                       | 6                                   |

| Mistrzostwa Świata. Konkurencja indywidualna | Mistrzostwa Świata. Konkurencja indywidualna | Mistrzostwa Świata. Konkurencja indywidualna | Mistrzostwa Świata. Konkurencja indywidualna | Mistrzostwa Świata. Konkurencja indywidualna | Mistrzostwa Świata. Konkurencja indywidualna |
| Rok                                          | Miejsce                                      | Zawody                                       | Kategoria                                    | Pozycja                                      |                                              |
| -------------------------------------------- | -------------------------------------------- | -------------------------------------------- | -------------------------------------------- | -------------------------------------------- | -------------------------------------------- |
| 2000                                         | Ateny                                        | 5. Indywidualne Mistrzostwa Świata           | Open                                         | 40                                           |                                              |
| 1998                                         | Ajaccio                                      | 4. Indywidualne Mistrzostwa Świata           | Open                                         | 49                                           |                                              |
| 1996                                         | Paryż                                        | 3. Indywidualne Mistrzostwa Świata           | Open                                         | 8                                            |                                              |

### Zawody europejskie
W europejskich zawodach zdobył następujące lokaty:
| Zawody europejskie. Konkurencja teamów | Zawody europejskie. Konkurencja teamów | Zawody europejskie. Konkurencja teamów | Zawody europejskie. Konkurencja teamów | Zawody europejskie. Konkurencja teamów | Zawody europejskie. Konkurencja teamów |
| Rok                                    | Miejsce                                | Zawody                                 | Kategoria                              | Drużyna                                | Pozycja                                |
| -------------------------------------- | -------------------------------------- | -------------------------------------- | -------------------------------------- | -------------------------------------- | -------------------------------------- |
| 2003                                   | Mentona                                | 1. Otwarte Mistrzostwa Europy          | Open                                   | Miroglio                               | 3                                      |
| 2000                                   | Bellaria                               | 6. Mistrzostwa Europy Mikstów          | Miksty                                 | Zakrzewski                             | 55                                     |
| 1994                                   | Barcelona                              | 3. Mistrzostwa Europy Mikstów          | Miksty                                 | Harasimowicz                           | 20                                     |
| 1991                                   | Killarney                              | 40. Mistrzostwa Europy Teamów          | Open                                   | Poland                                 | 3                                      |
| 1990                                   | Bordeaux                               | 1. Mistrzostwa Europy Mikstów          | Miksty                                 | Międzychocka                           | 18                                     |
| 1989                                   | Turku                                  | 39. Mistrzostwa Europy Teamów          | Open                                   | Poland                                 | 1                                      |

| Zawody europejskie. Konkurencja par | Zawody europejskie. Konkurencja par | Zawody europejskie. Konkurencja par | Zawody europejskie. Konkurencja par | Zawody europejskie. Konkurencja par | Zawody europejskie. Konkurencja par |
| Rok                                 | Miejsce                             | Zawody                              | Kategoria                           | Partner                             | Pozycja                             |
| ----------------------------------- | ----------------------------------- | ----------------------------------- | ----------------------------------- | ----------------------------------- | ----------------------------------- |
| 2001                                | Sorento                             | 11. Mistrzostwa Europy Par          | Seniorzy                            | Z Żurek                             | 77                                  |
| 2001                                | Sorento                             | 11. Mistrzostwa Europy Par          | Open                                | Łukasz Brede                        | 249                                 |
| 1999                                | Warszawa                            | 10. Mistrzostwa Europy Par          | Open                                | Krzysztof Martens                   | 11                                  |
| 1995                                | Rzym                                | 8. Mistrzostwa Europy Par           | Open                                | Marcin Leśniewski                   | 31                                  |
| 1994                                | Barcelona                           | 3. Mistrzostwa Europy Mikstów       | Miksty                              | Jolanta Raczyńska                   | 95                                  |
| 1993                                | Bielefeld                           | 7. Mistrzostwa Europy Par           | Open                                | Jerzy Zaremba                       | 12                                  |
| 1992                                | Ostenda                             | 2. Mistrzostwa Europy Mikstów       | Mikst                               | Małgorzata Pasternak                | 49                                  |
| 1991                                | Montecatini                         | 6. Mistrzostwa Europy Par           | Open                                | Krzysztof Martens                   | 36                                  |
| 1990                                | Bordeaux                            | 1. Mistrzostwa Europy Mikstów       | Mikst                               | Jolanta Raczyńska                   | 105                                 |
| 1989                                | Salsomaggiore                       | 5. Mistrzostwa Europy Par           | Open                                | Krzysztof Martens                   | 4                                   |
| 1987                                | Paryż                               | 4. Mistrzostwa Europy Par           | Open                                | Krystian Rudo                       | 153                                 |

### Inne zawody
W innych zawodach zdobył następujące lokaty:
| Inne zawody. Konkurencja teamów | Inne zawody. Konkurencja teamów | Inne zawody. Konkurencja teamów                             | Inne zawody. Konkurencja teamów | Inne zawody. Konkurencja teamów | Inne zawody. Konkurencja teamów |
| Rok                             | Miejsce                         | Zawody                                                      | Kategoria                       | Drużyna                         | Pozycja                         |
| ------------------------------- | ------------------------------- | ----------------------------------------------------------- | ------------------------------- | ------------------------------- | ------------------------------- |
| 1998                            | Chicago                         | Summer Championships – Spingold Master Knockout Teams, 1998 | Open                            | -                               | 2                               |
| 1997                            | Saint Louis                     | Fall Championships – Reisinger Board-a-Match Teams, 1997    | Open                            | -                               | 2                               |
| 1997                            | Albuquerque                     | Summer Championships – Spingold Master Knockout Teams, 1997 | Open                            | -                               | 1                               |

| Inne zawody. Konkurencja par | Inne zawody. Konkurencja par | Inne zawody. Konkurencja par                | Inne zawody. Konkurencja par | Inne zawody. Konkurencja par | Inne zawody. Konkurencja par |
| Rok                          | Miejsce                      | Zawody                                      | Kategoria                    | Partner                      | Pozycja                      |
| ---------------------------- | ---------------------------- | ------------------------------------------- | ---------------------------- | ---------------------------- | ---------------------------- |
| 1997                         | Haga                         | Top 16. Haga. Cap Volmac i Cap Gemini. 1997 | Zaproszenie                  | Krzysztof Martens            | 3                            |
| 1990                         | Haga                         | Top 16. Haga. Cap Volmac i Cap Gemini. 1990 | Zaproszenie                  | Krzysztof Martens            | 3                            |